# Centre international de Foires et Congrès de Tenerife
Centre international de Foires et Congrès de Tenerife (en espagnol : Centro Internacional de Ferias y Congresos de Tenerife) a été inauguré en mai 1996 et couvre plus de 40 000 mètres carrés, situé dans la ville de Santa Cruz de Tenerife aux îles Canaries (Espagne). Le bâtiment est utilisé principalement pour de grands groupes du Carnaval de Santa Cruz de Tenerife.
Le complexe a été conçu par l'architecte et ingénieur Santiago Calatrava est configuré comme un bâtiment qui peut accueillir les grands salons, expositions et conférences qui ont lieu sur l'île de Tenerife. Le grand hall, situé au dernier étage, a eu un total de 12 000 mètres carrés, ce qui en fait le plus grand espace couvert dans les îles Canaries.